# Jürgen Vogt
Jürgen Vogt (* 1958 in Bad Oeynhausen) ist ein deutscher Musikpädagoge, Erziehungswissenschaftler und Hochschullehrer.

## Leben
Nach seiner Promotion 1991 an der Universität Essen (mit Stipendium des Landes NRW) und der Habilitation an der Universität Hamburg 2000 (1997–1999 Habilitationsstipendium der DFG) nahm Vogt zunächst Vertretungsprofessuren an den Universitäten Münster und Köln wahr. 2002 war er Visiting Scholar an der University of Indiana, Bloomington. Von 2003 bis 2024 hatte er eine C4-Professur für Erziehungswissenschaft unter besonderer Berücksichtigung der Musikpädagogik mit dem Schwerpunkt Systematische Musikpädagogik an der Universität Hamburg inne. Weiter war er von 1998 bis 2004 Vorstandsmitglied des Arbeitskreises Musikpädagogische Forschung (AMPF) und von 2003 bis 2015 geschäftsführender Vorsitzender der Wissenschaftlichen Sozietät Musikpädagogik (WSMP). 2002 gründete er die Zeitschrift für Kritische Musikpädagogik (ZfKM), deren Herausgeber er auch war.
Seine Forschungsschwerpunkte sind musikpädagogische Erziehungs- und Bildungsphilosophie.

## Schriften (Auswahl)
- Der klingende Kosmos. Studien zu den wissenschaftlichen und bildungsphilosophischen Grundlagen der Musikpädagogik bei Rudolf Steiner. Mainz 1995, ISBN 3-7957-1903-8.
- Der schwankende Boden der Lebenswelt. Phänomenologische Musikpädagogik zwischen Handlungstheorie und Ästhetik. Würzburg 2001, ISBN 3-8260-1929-6.
- mit Christian Rolle und Frauke Heß (Hrsg.): Inhalte des Musikunterrichts. Sitzungsbericht 2009 der Wissenschaftlichen Sozietät Musikpädagogik. Münster 2010, ISBN 3-643-10274-7.
- mit Frauke Heß, Lars Oberhaus und Christan Rolle (Hrsg.): Hermann J. Kaiser: Gesammelte Aufsätze. Münster 2018, ISBN 978-3-643-14003-6.

- Festschrift: Bugiel, Lukas & Rolle, Christian (Hrsg.) (2024): Kritik der Musikpädagogik. Festschrift für Jürgen Vogt. DOI: https://doi.org/10.18716/omp.37